# Pereionotus testudo
Pereionotus testudo is een vlokreeftensoort uit de familie van de Phliantidae. De wetenschappelijke naam van de soort werd in 1808 voor het eerst geldig gepubliceerd door George Montagu.